# John Sebastian Miller
John Sebastian Miller, ursprungligen Johann Sebastian Müller, född 1715 i Nürnberg, död omkring 1792 i London, var en tysk-engelsk naturforskare och illustratör. 
Miller flyttade till England 1744. Där utgav han planschverken Illustratio systematis sexualis Linnæi (1777), med 108 tavlor, och An illustration of the sexual system of Linnæus (1779–1789), med 192 tavlor.
Auktorsnamnet J.S.Muell. kan användas för John Sebastian Miller i samband med ett vetenskapligt namn inom botaniken; se Wikipediaartiklar som länkar till auktorsnamnet.